# Мітчел Резнік
Мітчел Резнік, (англ. Mitchel Resnick) — професор Lego Papert з навчальних досліджень, директор Центру Окава та директор групи Lifelong Kindergarten group в Медіа-лабораторії Массачусетського технологічного інституту (MIT). Станом на 2019 рік Резнік займає посаду керівника академічної програми «Медіа-мистецтво та науки», отримавши ступінь магістра та доктора наук в Медіа-лабораторії MIT. Дослідницька група Резніка розробила різноманітні інструменти, які залучають людей до нових видів діяльності, навчаючи програмуванню, за допомогою «блоків», що є основою для програмування Lego Mindstorms та програм StarLogo. Він є співзасновником мережі Computer Clubhouse — навчальних центрів для молоді з малозабезпечених сімей. Резнік також є співзасновником і співпрацівником Центру громадських медіа при MIT.
Група Резніка розробила навчальну мову комп'ютерного програмування під назвою Скретч, що полегшує дітям створення анімованих історій, відеоігор та творів інтерактивного мистецтва. Резнік також брав участь у розробці наступних поколінь цієї мови та проект One Laptop per Child, який розробив OLPC XO (ноутбук 100 доларів).
Резнік, випускник середньої школи міста Хаверфорд, здобув ступінь бакалавра з фізики в Принстонському університеті (1978) та ступінь магістра і доктора наук з інформатики в MIT (1988, 1992). Він п'ять років працював науково-технологічним консультантом журналу Business Week з питань використання комп'ютерів в освіті. У 1993 році Резніка було нагороджено премією Національного наукового фонду США Young Investigator Award.
Резнік є лауреатом премії в галузі освіти Гарольда У. Макгрова 2011 року. 2011 року Fast Company занесла його до числа 100 найкреативніших людей у бізнесі. Він широко співпрацював з такими дослідниками, як Наталі Раск, Брайан Сільверман та Ясмін Кафаї.

## Опубліковані твори
- Resnick, Mitchel (2017). Lifelong Kindergarten: Cultivating Creativity through Projects, Passions, Peers, and Play. Cambridge, Massachusetts: MIT Press. с. 208. ISBN 9780262037297. Архів оригіналу за 31 грудня 2019. Процитовано 31 грудня 2019.
- Resnick, Mitchel (1994). Turtles, Termites, and Traffic Jams. Cambridge, Massachusetts: MIT Press. с. 184. ISBN 9780262181624.
- Colella, Vanessa Stevens; Klopfer, Eric; Resnick, Mitchel (11 липня 2001). Adventures in Modeling: Exploring Complex, Dynamic Systems with StarLogo. New York, New York: Teachers College Press. с. 192. ISBN 9780807740828. Архів оригіналу за 31 грудня 2019. Процитовано 31 грудня 2019.
- Kafai, Yasmin B.; Resnick, Mitchel (1 квітня 1996). Constructionism in Practice: Designing, Thinking, and Learning in a Digital World. Abingdon-on-Thames: Routledge. с. 360. ISBN 9780805819847. Архів оригіналу за 22 вересня 2020. Процитовано 31 грудня 2019.